# Taktegel

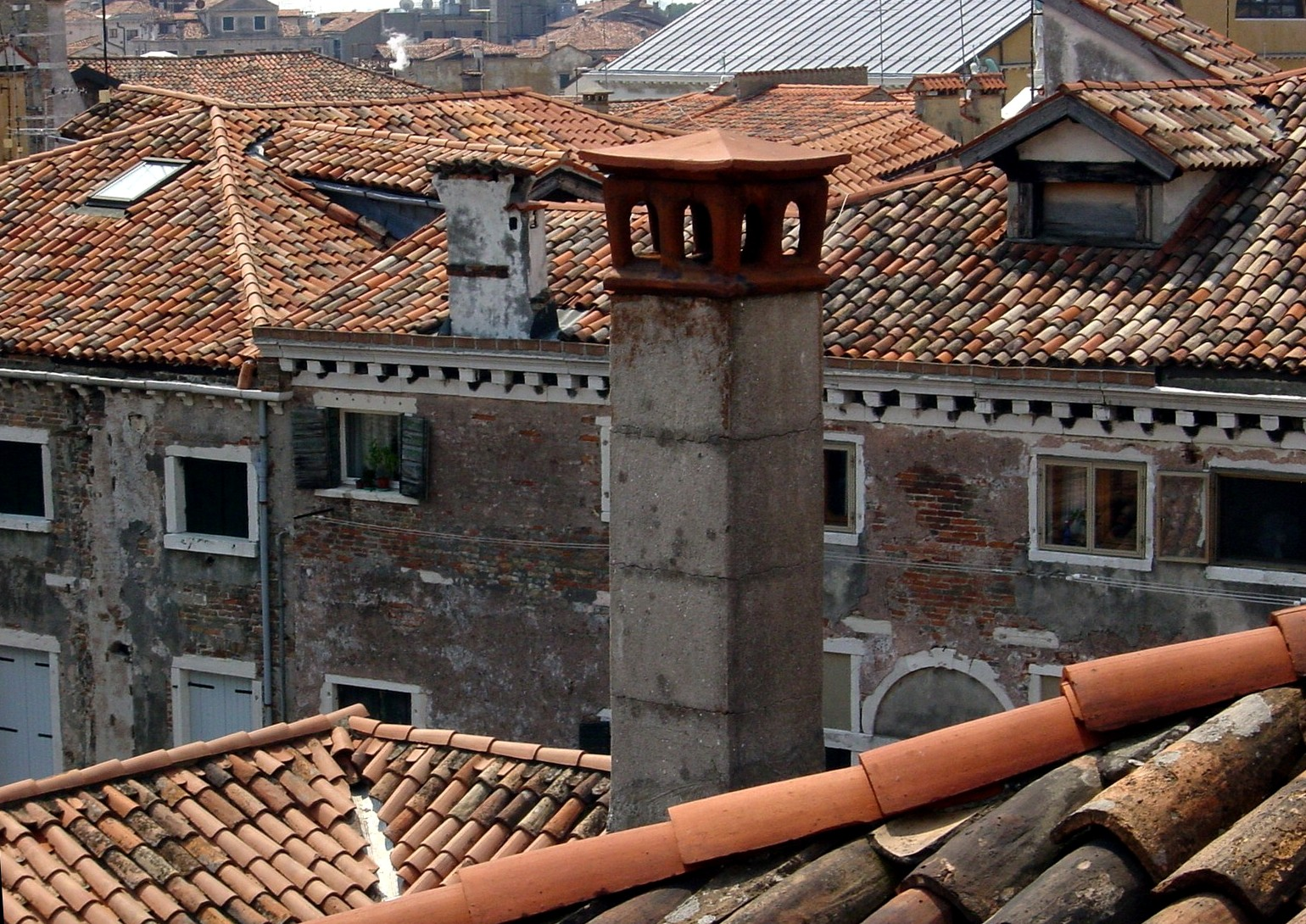
Tegeltak av munk- och nunnetyp i Venedig.

Taktegel eller takpanna ("tegel" kommer från lat. tegula ”taktegel”) är ett av bränd lera framställt byggmaterial för täckning av tak.

## Historik
Tegel av bränd lera är en mycket gammal form av taktäckning. Fynd och bilder av kinesiskt taktegel finns från Longshanperioden, ca 2400–2200 f.Kr. I Europa fanns taktegel i antikens Grekland ca 700–650 f.Kr. och hos Etruskerna. Till Norden kom takteglet före 1100-talets slut, huvudsakligen på klosterbyggnader. Då fanns redan en lång tegeltradition i länderna kring Medelhavet, Frankrike, Tyskland, England och Holland. I svenska städer började taktegel användas mera allmänt under medeltiden men oftast bara på förnämare hus. 
Takteglen lades till att börja med i murbruk, men formas numera så, att de passa in i varandra utan bindemedel. Det har alltid funnits en stor variation av tegelpannornas utförande och utseende. Någon standard för mått eller utförande fanns inte från början, vilket ledde till att det år 1924 i Sverige tillverkades hela 95 olika format av tegeltakpannor. I slutet av 1950-talet standardiserades (SIS 523701) tre storlekar för enkupiga taktegel E17, E15 och E13 samt tre storlekar för tvåkupiga taktegel benämnda T13, T12 och T11.(siffran anger antalet tegel per kvadratmeter) Arboga tegelbruk, Heby tegelverk, Sala tegelbruk och Vittinge tegelbruk tillverkade E13 och T11. Fyledalens tegelbruk, Högsby Tegelbruk, Kallerstads tegelbruk Linköping, Karleby Tegelbruk Kisa och Klockrike tegelbruk tillverkade E15 och T12.
Att taktegelindustrin i Sverige har varit koncentrerad till Sala-Heby-Vittinge är ingen slump. Den postglaciala leran inom detta område har ett brett sintringsintervall och ger vid 960oC bränningstemperatur takpannor med lång livslängd.
Kostnaden för olika tak per kvadratmeter år 1921: tegel 6:35, skiffer 10:-, eternit 9:- asfaltpapp 3:70.

## Tegeltyper i urval

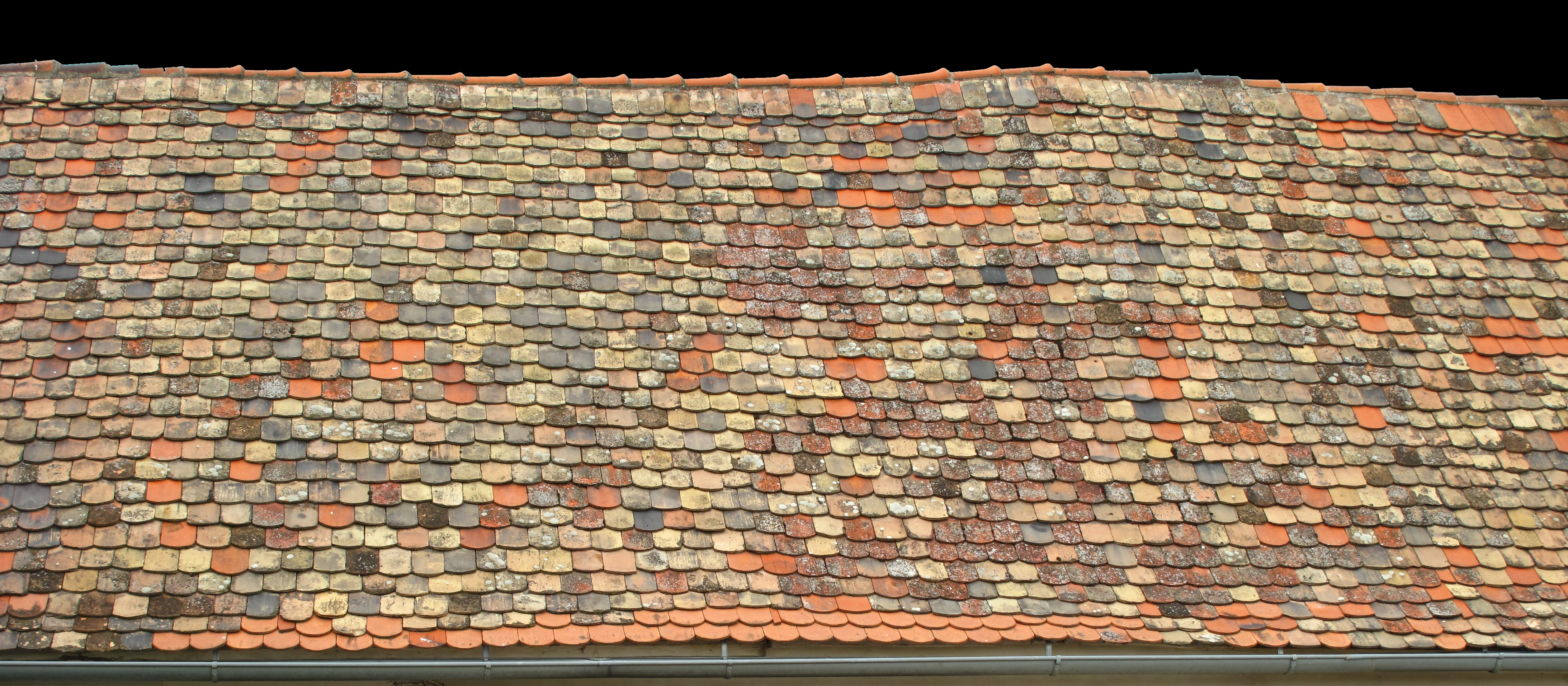
Fjälltegel.

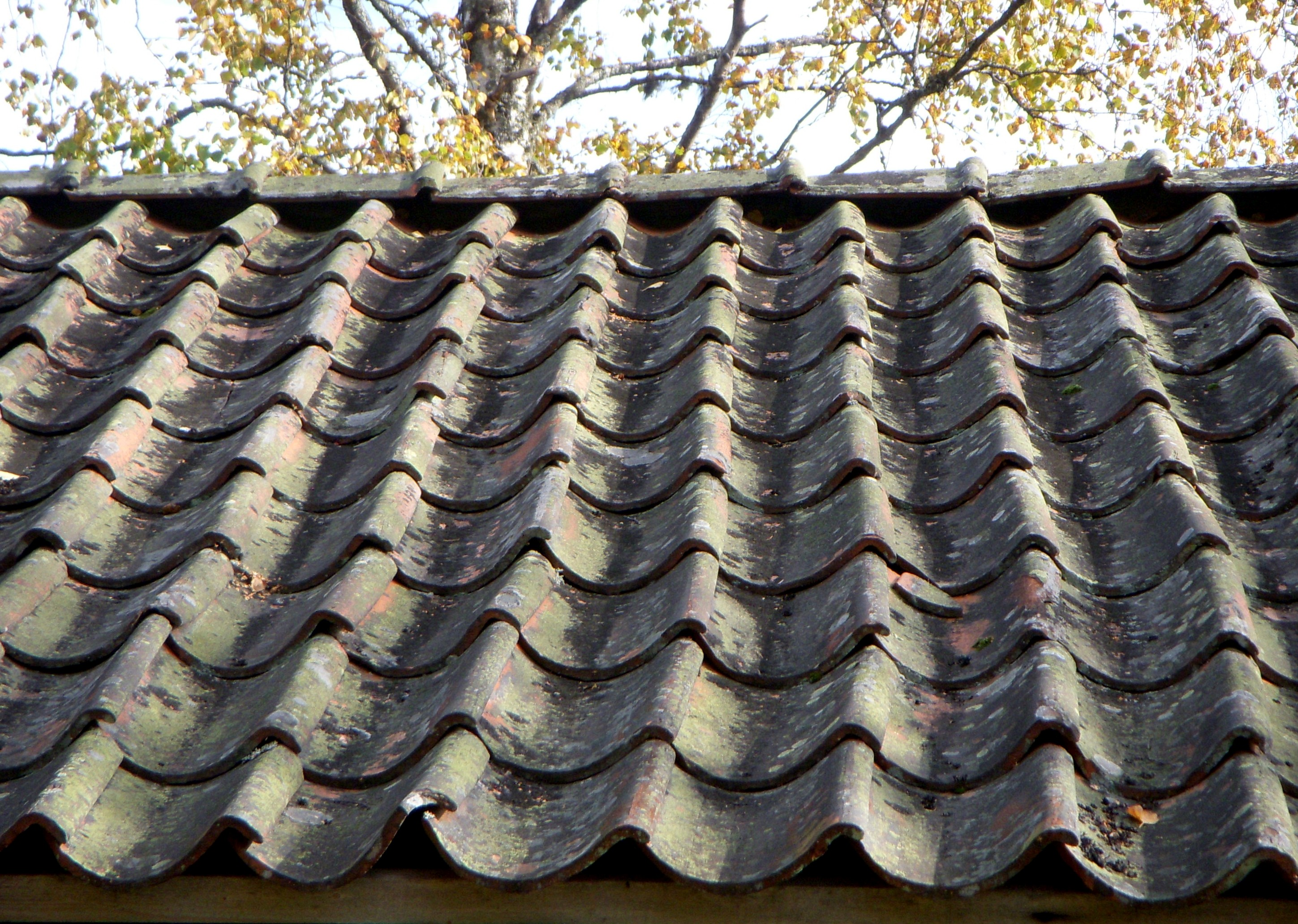
Enkupigt taktegel.

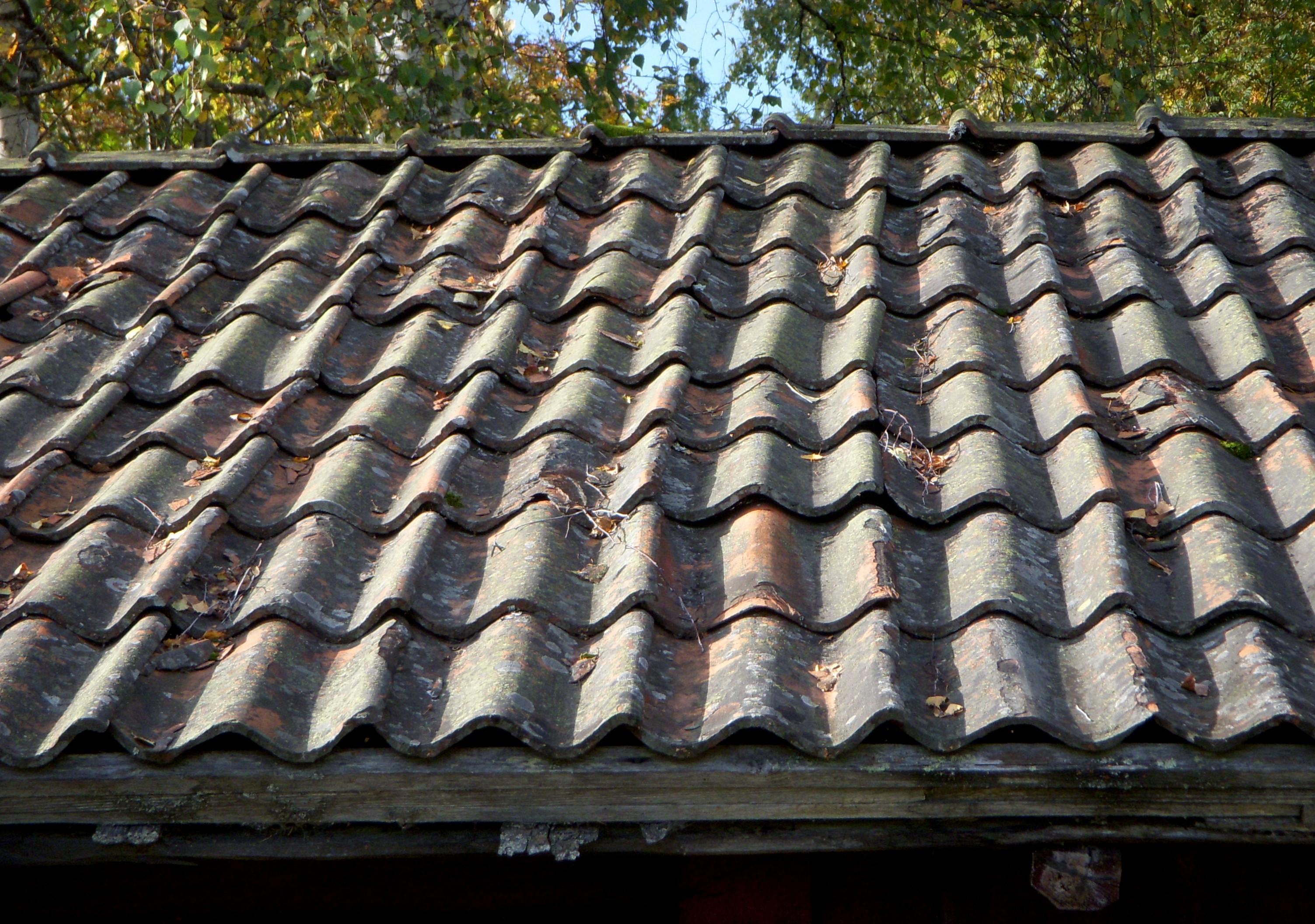
Tvåkupigt taktegel.

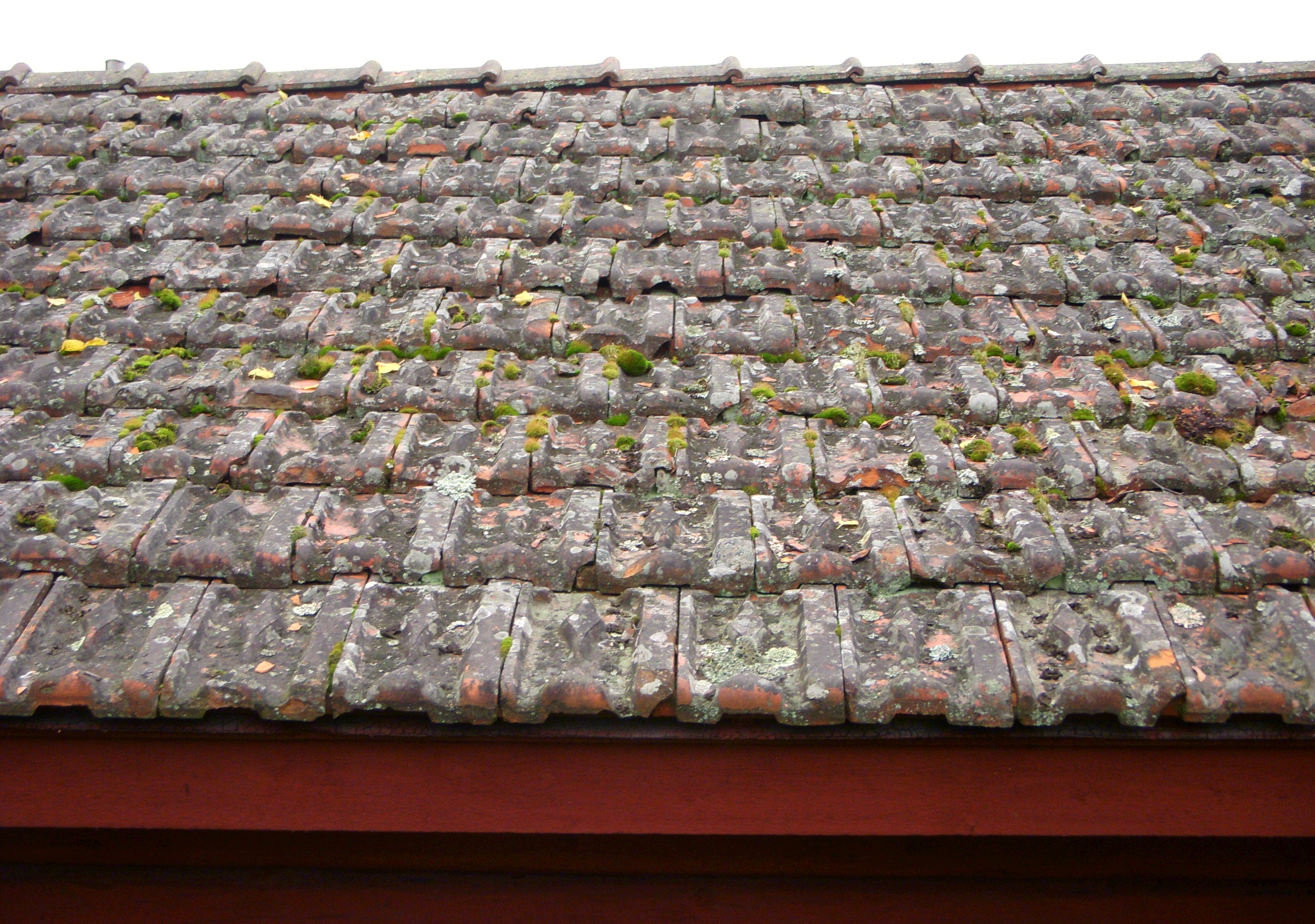
Hjärttegel.

### Fjälltegel
Det äldsta takteglet var fjällformade, rektangulära plattor med rundad nedre kant och klackar för hängning över läkt, så kallat fjälltegel, spåntegel eller bäversvansar. De lades med en halv panna förskjutna i sidled så att fogen mellan två pannor alltid hamnar över en hel panna. 

### Munk- och nunnetegel
Parallellt förekom det så kallade munk- och nunneteglet. Den äldsta typen fanns på grekiska tempelbyggnader. Tegelplattorna var plana med uppvikta kanter, skarven täcktes av en smal panna med vinkelformat tvärsnitt. Denna täckpanna utvecklades under senantiken till en halvcylinder. Senare utformades även den underliggande täckpannan rundad och kallades "nunna" medan den överliggande täckpannan fick heta "munk", en anspelning på klassisk samlagsställning. I Sverige förekom tillverkning av denna tegeltyp år 1911 vid Minnesbergs tegelbruk och Slottsmöllans tegelbruk. Dessa nu ålderdomliga taktegel tillverkades långt efter andra världskriget och förekommer fortfarande på hus i Italien.

### Vingtegel
Vingtegel eller holländskt tegel är en vidareutveckling av munk- och nunnetegel och en föregångare av en-kupigt taktegel. Denna tegeltyp blev dominerande under 1600- och 1700-talen i Sverige. Med sina avskurna högra övre och vänstra nedre hörn kunde vingtegel läggas tätare än tidigare tegeltyper.

### En-, två- och tre-kupigt taktegel
Som en kombination av "munk" och "nunna" tillkom sedan det så kallade en-kupiga takteglet. Den består av en tunn tegelplatta, som böjts i vågform; den har en lång våg nedåtgående och en kort vinge, som täcker över nästa pannas uppskjutande kant. Detta taktegel av holländskt ursprung kallas ibland för "vingtegel". Det är det på äldre byggnader i Sverige mest brukliga. två-kupiga tegel motsvarar de en-kupiga med den skillnaden, att här finns två nedåtgående och två uppåtgående vågor. Det en-kupiga är försedd med en klack, det två-kupiga (det i mellersta och norra Sverige mest använda) med två.  Tre-kupiga taktegel har tillverkats av Falkenbergs Tegelbruk, Nygärde tegelbruk Kalmar, Ljungs tegelbruk, Lydde tegelbruk, Uppsala Ekeby AB, Förenade tegelbruken.

### Falstaktegel
För att göra tegeltaken ännu tätare har man försett takteglet med falsar, som sluter sig i varandra, varvid man utgått ifrån såväl de gamla modellerna som från nykonstruerade. Tre stora tillverkare av enkupigt falstaktegel var Minnesbergs tegelbruk, Veberöds nya tegelbruk och Heby Tegelverk. Vikt per tegelpanna 2,7-2,9kg.

### Hjärttegel
Det fanns även lokala tegeltyper som exempelvis det så kallade hjärtteglet som hade spridning i Dalarna. Det hade en romb- eller hjärtliknande dekoration mitt på varje panna, därav namnet. Hjärttegel lades ungefär som fjälltegel, alltså med en halvpannas förskjutning i sidled. Andra lokala typer är Boulett tegel från Slottsmöllans tegelbruk.

### Specialformer
För täckning av husets nock tillverkas speciella halvrunda nockpannor, finns även som Y- eller X-nockpanna (där taknocken delar sig).

## Tillverkning
Taktegel som först handslogs och veks över låret vilket gav teglet dess fordom koniska form kan numera tillverkas maskinellt med både strängpressar och formpressar. Falstaktegel kan tillverkas med revolverpress eller slädpress i formar, vanligen av gips. Bränningen av taktegel skedde oftast i vedeldade flamugnar, då dessa gav en bättre produkt än bränning i ringugn.